# 南区足球会
南区康楽体育促進会 (中国語: 南區康樂體育促進會、通称：南区足球会 - 中国語: 南區足球會) は香港の南区を本拠地とするサッカークラブである。2013年2月現在、香港プレミアリーグに所属している。

## 歴史
南区足球会は2002-03シーズンに結成され、3部リーグに参加した。しかし、チームは初年度は昇格プレーオフ進出を逃した。
2006–07シーズン、南区は3部リーグ昇格プレーオフに初めて進出した。南区は3部地区リーグを2位で終えて昇格プレーオフに進出したものの、昇格プレーオフでは勝ち点を2しか取れず昇格はできなかった。
2007–08シーズン、南区は前年度のパフォーマンスを維持し、地区リーグを沙田体育会に9ポイント差をつけて1位で突破、再び昇格プレーオフへと進出した。しかし、昇格プレーオフでは4ポイント足りず再び3部リーグに残留することとなった。
2008–09シーズン、南区は地区リーグで4位に終わり昇格プレーオフに進むことはできなかった。
2009-10シーズン、南区はついに2部リーグへの昇格を決めた。地区リーグで1位となり、合計4チームで争う昇格プレーオフでは3位におわったものの、東方体育会が昇格を辞退したため、昇格の権利を得た。
初の2部リーグ参加となった2010-11シーズン、南区は12チーム中4位に入り、優勝した深水埗体育会と10ポイント差でリーグを終えた。一方、2011年1月9日にはクラブ結成以降初のタイトルを獲得した。南区は決勝で花花足球会を破り香港ジュニアチャレンジシールドを獲得した。
2011-12シーズンには2部リーグで優勝した流浪足球会に3ポイント差の2位に入り、初の1部リーグ入りを果たした。

## チーム名変遷
- 2002年-2013年: 南区
- 2013年-2014年: 皇室南区
- 2014年-2015年: 南区
- 2015年-現在: 冠忠南区

## ホームスタジアム
南区足球会は南区を代表するサッカークラブであり、2007年より香港仔運動場をホームスタジアムとして利用している。以降、南区は常に香港仔運動場をホームスタジアムとして利用している。
南区が1部リーグに昇格した後も香港仔運動場をホームスタジアムとして利用している。

## 現所属メンバー
2013年8月7日現在
注：選手の国籍表記はFIFAの定めた代表資格ルールに基づく。
| No. | Pos. |          | 選手名               |
| --- | ---- | -------- | -------------------- |
| 1   | GK   | 香港     | 鄭庭希               |
| 2   | DF   | 香港     | 林浩鈞               |
| 3   | DF   | スペイン | エクトル・グラナード |
| 5   | DF   | スペイン | ルベン・ロペス       |
| 7   | MF   | 香港     | 鄒嘉華               |
| 8   | FW   | スペイン | ヤーゴ・ゴンサレス   |
| 9   | FW   | スペイン | ジョナタン・カリル   |
| 10  | FW   | スペイン | ディエギート         |
| 11  | MF   | 香港     | 羅志焜               |
| 12  | GK   | 香港     | 李陽軒               |
| 13  | DF   | 香港     | 哈成智               |
| 14  | MF   | 香港     | 曾梓軒               |

| No. | Pos. |          | 選手名           |
| --- | ---- | -------- | ---------------- |
| 15  | DF   | 香港     | 陳卓光           |
| 16  | MF   | 香港     | 顏樂楓           |
| 17  | DF   | 香港     | 李毅凱           |
| 18  | MF   | 香港     | 鐘漢池           |
| 19  | GK   | 香港     | 曾文輝           |
| 21  | MF   | 香港     | 郭霆謙           |
| 22  | MF   | 香港     | 車潤秋           |
| 23  | MF   | スペイン | ランデル・パネラ |
| 25  | GK   | 香港     | 邱于銘           |
| 26  | DF   | 香港     | 李思豪           |
| 27  | MF   | 香港     | 羅渭達           |
| 33  | MF   | 香港     | 葉頌朗           |

## 組織
南区足球会の組織
- 主席: 陳文俊
- 球会総監: 黃焯添
- 領隊: 陳雄亮
- 秘書: 張錫容
- 司庫: 陳潤添
- 行政管理: 梅享富

コーチングスタッフ
- 監督: 馮凱文
- フィジカルコーチ: 杜韋諾
- GKコーチ: 董浩然

## 獲得タイトル

### 国内リーグ
- 2部リーグ

準優勝: 2011–12
- 3部リーグ

準優勝: 2006–07, 2007–08, 2009–10

#### カップ戦
- 香港ジュニアチャレンジシールド

優勝: 2010–11

## 歴代所属選手
- 市川聡悟 2023-